# Alexandre Murucci

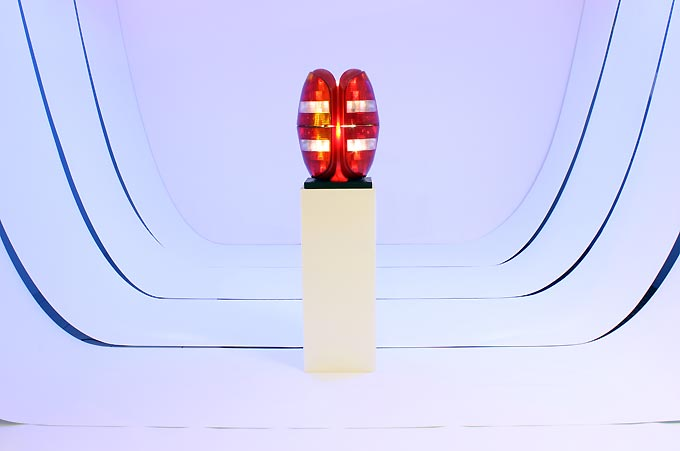
Alexandre Murucci: "Vodoo Brancusi", 2010

Alexandre Murucci (* 1961 in Rio de Janeiro) ist ein brasilianischer Künstler. Er beschäftigt sich mit Fotografie, Installationen, Lichtkunst und Objektkunst.

## Leben und Werk
Alexandre Murucci studierte Architektur, Richtung Kunst und Szenografie. Von 2004 bis 2006 besuchte er die „Escola de Artes Visuais do Parque Lage“ in Rio de Janeiro, eine postgraduate Schule für Künstler und Kuratoren. Daneben studierte er Bildhauerei im Atelier Kislansky.
Bei der Biennale für Lichtkunst Austria 2010 zeigte Murucci eine Installation bestehend aus acht Autorücklichtern. Dieses Werk mit dem Namen „Voodoo Brancusi“ ist sowohl eine Hommage an den Bildhauer Constantin Brancusi, als auch eine Anspielung an die Autoverliebtheit der Nordamerikaner.
Murucci lebt und arbeitet in Rio de Janeiro.

## Einzelausstellungen
- 2006 Tapumes -  Os Colecionadores, Galeria Espaço Repercussivo
- 2006 "Ceci N'est Pas Peri", Installationen. Museu Nacional de Belas Artes - Rio de Janeiro

## Gruppenausstellungen
- 2005 VII Salón de Arte Digital – Kuba
- 2006 Galeria Espaço Repercussivo
- 2006 Universidarte XIV - Casa França-Brasil
- 2007 A Imagem do Som - Paço Imperial
- 2007 Mostra Chave Mestra - Galeria da UNEI
- 2007 Verbete - Exposição on line
- 2007 Universidarte Selecionados - Museu da República
- 2007 Diminuir as Distâncias - Palácio do Itamaraty – Brasília (Kuratorin Luisa Interlenghi)
- 2008 Entre Imagens - Galeria Largo das Artes – Kurator: Fernando Cocchiarale
- 2009 Mostra Las Americas Latinas - Las Fatigas del Querer -  Mailand
- 2009 Coletivo Transverso - Galeria Largo das Artes

## Film
- 1989 Solidão, Uma Linda História de Amor, künstlerischer Leiter
- 1994 Kinofilm “O Destino de Sara” (Sara’s Destiny), Regie
- 1999 Bem-Vindos ao Paraíso, künstlerischer Leiter
- 2000 Dealing with Death ... aka "A Hora Marcada" - Brazil (Originaltitel), künstlerischer Leiter